# Iglesia de San José (Las Piñas)
La Iglesia de San José o la Iglesia parroquial de San José de las Piñas es la iglesia católica de la parroquia de Las Piñas, al sur de la ciudad de Manila, en las Filipinas. La iglesia es conocida por su Órgano de Bambú de las Piñas, un instrumento hecho principalmente con tubos de bambú. A la derecha de la iglesia se encuentra un antiguo convento español convertido en una tienda de regalos. También en el complejo de la iglesia esta la Academia de San José, una escuela de educación primaria y secundaria establecida en 1914.
La parroquia está bajo la jurisdicción de la Diócesis de Parañaque.